# András Judit

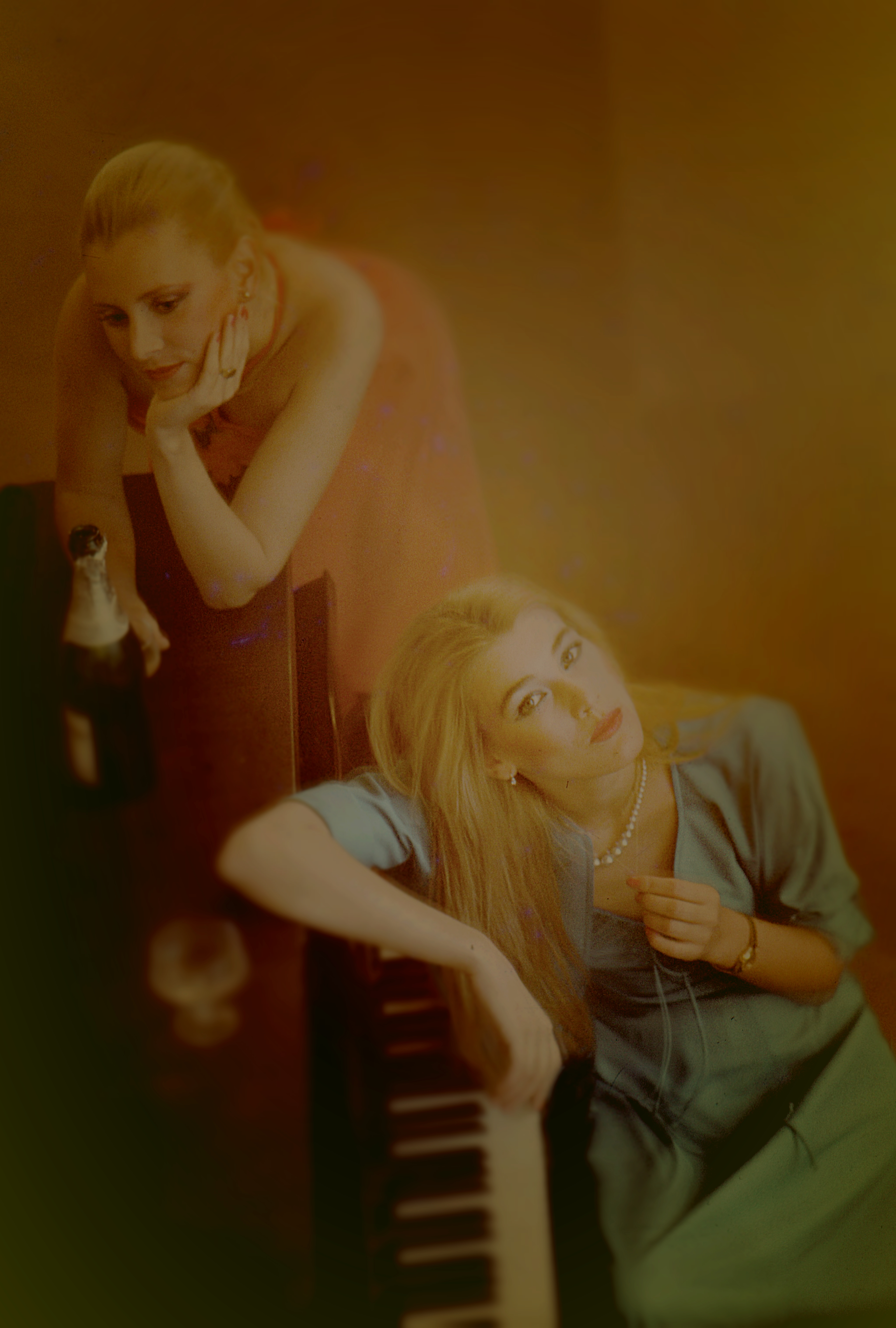
András Judit és Badonyi Vali a Korona cukrászdában (Rózsavölgyi Gyöngyi felvétele)

 András Judit (Tapolca, 1955. június 9. –) magyar manöken, fotómodell, modell. 

## Élete
23 évesen lett manöken. Eladó volt 9 évig egy édességboltban, majd szülési szabadságon gyermekét nevelte.
Balatonfüreden fodrász- és kozmetikusversenyre ment, mert érdekelte az esemény, de végül őt is elkezdték fotózni. Itt ismerkedett meg Módos Gábor fotóművésszel is, akivel a későbbiekben dolgozott. 1973-ban Urbán Tamás fotóriporter készített vele fotókat amivel ismertté vált.
1977-ben vizsgázott le az Állami Artistaképző Intézet manöken- és fotómodell szakán. Folyamatosan kapta a felkéréseket fotózásra, és divatbemutatókra, például a Rotschild Szalon (Rotschild Klára), ami később a Clara Szalon nevet kapta, a Kék Duna Szalon, S-Modell divatbemutató és egyéb bemutatókra is. 
A Fehérvár Áruház reklámarca András Judit lett 1978 évtől, egy éven keresztül. 
Az Ez a Divat magazinban rendszeresen jelentek meg fotói, de láthattuk egyéb kiadványokban is. A budapesti Hilton Szállóban rendezték meg 1979. divatbálját, ahol  megválasztották az év manökenjét és fotómodelljét. András Judit  lett az év fotómodellje, illetve az év manökenje cím harmadik helyezettje. 
Reklámfilmekben szerepelt, show-műsorokban is, például Sándor Pál (rendező): LGT-show, Korda György műsorában, ahol manökenekkel dolgoztak. Epizód szerepet játszott Huszárik Zoltán Csontváry (film) című filmjében. Főszereplő volt Szász Péter filmjében, a rendező rábízta Pécsi Ildikó ifjúkori megformálását a Hogyan felejtsük el életünk legnagyobb szerelmét?, című filmben. 
1985-től pár évig az akkori NSZK-ban dolgozott, majd ismét Magyarországon, cégtulajdonos és ügyvezető volt.

## Fotósai voltak
Többek között Urbán Tamás, Módos Gábor, Tulok András (fotóművész), Lengyel Miklós fotóművészek.